# Ubatã
Ubatã is een gemeente in de Braziliaanse deelstaat Bahia. De gemeente telt 26.355 inwoners (schatting 2009).